# Стуженёк
Стуженёк (устар. Стужень) — река в России, протекает в Курской и Белгородской областях. Правый приток реки Оскол.

## География
Река Стуженёк берёт начало в Белгородской области у деревни Ивановка. Пересекает границу Курской области, течёт на северо-восток. Устье реки находится у села Ястребовка в 427 км по правому берегу реки Оскол. Длина реки составляет 26 км, площадь водосборного бассейна — 191 км². На реке Стуженёк образовано несколько прудов.

## Данные водного реестра
По данным государственного водного реестра России относится к Донскому бассейновому округу, водохозяйственный участок реки — Оскол до Старооскольского гидроузла, речной подбассейн реки — Северский Донец (российская часть бассейна). Речной бассейн реки — Дон (российская часть бассейна).
Код объекта в государственном водном реестре — 05010400212107000011722.